# الوعود الثلاثة (فلم)
الوعود الثلاثة (2023) فيلم من إخراج الفلسطيني يوسف السروجي، وهو مبني بشكل رئيسي على مقاطع فيديو مسجلة في منزل المخرج الواقع في بلدة بيت جالا في بيت لحم، وتدور أحداث مقاطع الفيديو في فترة الانتفاضة الثانية بداية الألفية الأولى، وتظهر مقاطع الفيديو التي سجلتها والدة المخرج تساؤلات وثنائيات عدة تتداخل وتتقاطع من حين إلى آخر، من ضمنها البقاء والرحيل، والخاص والعام، والوطن والمنفى، والمقاومة والاستسلام، ضمن مجموعة من شرائط عائلية يُعاد إحيائها.

## أحداث الفيلم
تقرر والدة المخرج (سهى) تصوير يوميات عائلتها (زوجها رمزي وأولادها ديمة ويوسف) في ظل أحداث انتفاضة الأقصى، رغبةً منها في توثيق ما يحدث في البيت الفلسطيني في تلك الفترة، وتأثيرها على حياة الأفراد جراء ما يحدث من أهوال كالخوف والقلق والتحدي في مواجهة الاحتلال الإسرائيلي، ويتمثل هذا التحدي بمدى حب (سهى) للمدينة والبلد وعن عدم إمكانيتها بالإيفاء (بوعودها) الثلاثة للرب، وهم مغادرة المدينة والبلد إن نجت عائلتها من القصف والتدمير من صنع الاحتلال الاسرائيلي. وتلتقط سهى أحوال أخرى للعائلة إما معاً أو كل واحد منهم على حدةٍ. ويتضمن الفيلم أيضًا أشرطة فيديو للوالد رمزي وصوت المصور أو المصورة، عدى عن الحوارات المصورة مع العائلة أو صوت الراوية (سهى) إضافة إلى مقاطع أخرى صُورت من قبل من المخرج يوسف السروجي ومشعل قواسمي.